# 小杨桃螺
小杨桃螺（学名：Harpa amouretta），是新腹足目杨桃螺科杨桃螺属的一种。主要分布于印度尼西亚、台湾，常栖息在浅海、沿岸。